# نيفيل كرشتون
نيفيل كرشتون (بالإنجليزية: Neville Crichton)‏ هو سائق سباق نيوزيلندي، ولد في 4 يونيو 1945 في نيوزيلندا.